# Gravity Zero
〈Gravity Zero〉(그라비티 제로)는 TWO-MIX의 18번째 싱글이다.

## 개요
TWO∞MIX(투믹스 인피니티) 프로젝트를 마친 뒤에 발매한 2001년, 제1탄 싱글로, 17번째 싱글을 발매한 지 약 1년 6개월 만에 발매한 싱글이다.
방송으로 방영되지 않은 싱글로는 〈MAXIMUM WAVE〉이후 두 번째이다.
오리콘 차트 최고순위 28위를 기록하였다.

## 수록곡
작사：나가노 시이나，작곡：타카야마 미나미，편곡：TWO-MIX
1. Gravity Zero
2. NE!! -run love run-
3. INTO THE WIND
4. Gravity Zero (Instrumental)
5. NE!! -run love run- (Instrumental)
6. INTO THE WIND (Instrumental)

## 수록 작품
- Gravity Zero
  - 0G
  - 7th anniversary BEST
  - Categorhythm

※수록된 앨범들에는 대문자로 표기되어 있다.
또한, 『0G』,『7th anniversary BEST』 앨범에는 리마스터링 작업한 앨범 버전에 수록하고 있다.
- Gravity Zero (BEAT SONIC Mix) (리믹스 버전)
  - BPM "DANCE∞"Ⅱ
  - Categorhythm

- NE!! -run love run-
  - 0G

※수록된 앨범에는 대문자로 표기되어 있다.
- INTO THE WIND
  - 0G

※앨범 버전으로 리마스터링되었으며, 「DISCHANGE NEXT」는 시크릿 트랙(Secret Track)에 포함되어 있다.

## 같이 보기
- TWO-MIX
- 타카야마 미나미
- 나가노 시이나